# Dioneia
A dioneia, também conhecida como apanha-moscas (Dionaea muscipula), é uma planta carnívora que pega e digere a presa animal (em geral insetos e aracnídeos). A estrutura de captura é formada por dois lóbulos unidos pela base e presos na ponta de cada uma das folhas.

## Descrição

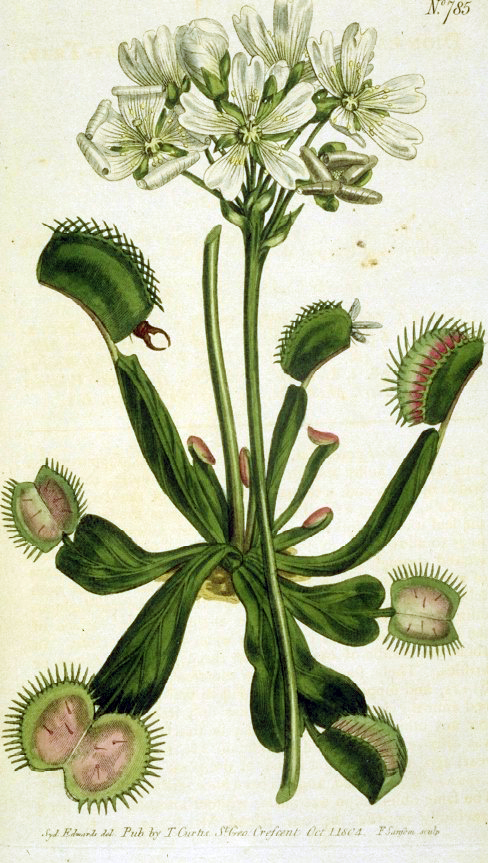
Uma gravura da dioneia, feita por William Curtis.

A planta tem a forma de uma pequena roseta com cerca de quatro a sete folhas, que brotam de um curto caule subterrâneo (Plantas que parecem ter mais folhas geralmente são colónias, formadas por rosetas que se dividiram sob o solo). Cada folha chega a cerca de três a sete centímetros, dependendo da época do ano : folhas mais longas são geralmente formadas após a floração.
A folha é dividida em duas regiões: uma plana que se ocupa da fotossíntese, e um par de lóbulos unidos pela base, como a concha de uma ostra, preso na outra seção por uma das pontas do fulcro. A superfície interna desses lóbulos (que formam a armadilha em si) contêm um pigmento vermelho, a antocianina, e as suas bordas secretam néctar: estas iscas atraem os insetos, presas da planta. Os lóbulos se movimentam com surpreendente rapidez, fechando-se instantâneamente quando estimulados pela presa. O mecanismo de captura é disparado quando a presa toca em um dos três pêlos (tricomas) situados na parte interna de cada lado da armadilha. A ativação ocorre quando o pêlo é tocado em rápida sucessão (o que evita ativação acidental por pingos de chuva), quando então os lóbulos se fecham em cerca de 100 ms. As bordas da armadilha possuem estruturas semelhantes a cílios bem grossos, que se unem quando a armadilha se fecha - evitando que presas maiores escapem. (Estas estruturas, assim como os pêlos de disparos, provavelmente são homólogas aos tentáculos encontradas nos parentes mais próximos das dioneias, as Droseras). Os vãos entre os pelos permitem que pequenas presas escapem, presumivelmente por que o benefício de digerí-las seria menor do que o esforço em si para fazê-lo. Se a presa escapar, a armadilha se abrirá em poucas horas.

## Mecanismo de captura

Formação da armadilha ao longo do tempo

A dioneia é uma das poucas plantas capazes de movimento vegetal, como a dormideira e a Drosera.
O mecanismo pelo qual a armadilha dispara e envolve uma complexa interação entre elasticidade, turgidez e crescimento. Quando aberta, a armadilha é convexa, mas quando ativada, ela se torna côncava. É a rápida alternância desses estados que fecha a armadilha, embora a forma exata como isso ocorre ainda seja mal compreendida. Quando os pêlos de disparo são estimulados, um impulso (envolvendo principalmente íons de cálcio) é gerado, que se propaga através da armadilha e estimula células dos lóbulos e do fulcro entre eles. O que esta estimulação faz ainda é objeto de especulação: células nas camadas externas dos lóbulos e do fulcro podem rapidamente secretar prótons em suas paredes celulares, afrouxando-as e permitindo que inchem rapidamente via osmose; ou então células na parede interna da armadilha podem secretar outros íons, permitindo que a água saia em seguida, fazendo tais células entrarem em colapso. Talvez algum, ambos ou nenhum desses mecanismos seja o responsável por fechar a armadilha.
Se a presa for incapaz de escapar, seus movimentos continuarão a estimular os pelos de disparo, o que fará com que a armadilha se feche com mais força, de maneira quase hermética, permitindo então que o processo de digestão comece (na ausência desse estímulo adicional, a armadilha se abre, possivelmente como forma da planta evitar o esforço de digerir uma pedra ou uma presa que escapou).
A digestão é catalisada por enzimas secretadas por glândulas nos lóbulos, e dura aproximadamente 10 dias. Após esse período, a presa está reduzida a um exoesqueleto de quitina. A armadilha então se abre, pronta para ser reutilizada - embora raramente ela vá digerir mais de três insetos antes de ser inutilizada, ficando permanentemente aberta e ocupando-se apenas da fotossintese.

## Habitat
A dioneia é encontrada em pântanos pobres em nitrogénio no sudeste dos Estados Unidos, principalmente no raio de 160 quilômetros de Wilmington, Carolina do Norte. A coleta de plantas in natura é fortemente restringida por leis estaduais e federais, devido a pequena extensão do seu habitat. O solo pobre em nutrientes é a razão pela qual a planta evoluiu para ter armadilhas tão elaboradas: os insetos fornecem o nitrogênio, papel que o solo onde a planta cresce não cumpre como deveria.

## Cultivo

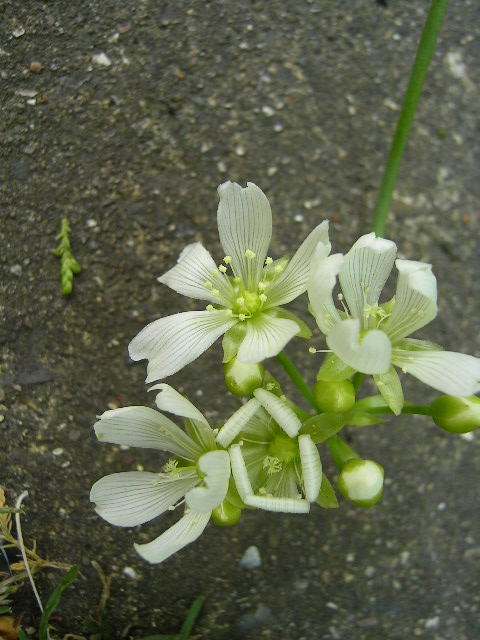
Flores da dioneia

As dioneias são plantas populares, apesar da sua reputação de ser 'difícil'. Muito dessa reputação se deve ao tratamento incorreto dado às plantas pelos vendedores (ou a manipulação por vários curiosos, que frequentemente ativam as armadilhas), o que resulta em uma planta doente já na ocasião da compra.
Embora um terrário seja o ambiente ideal para cultivo, as dioneias podem ser criadas em uma jardineira, contanto que alguns requisitos sejam atendidos.
O solo ideal é uma mistura de areia e sphagnum ou turfa e areia. O pH do solo deve estar entre 3.0 a 4.5.

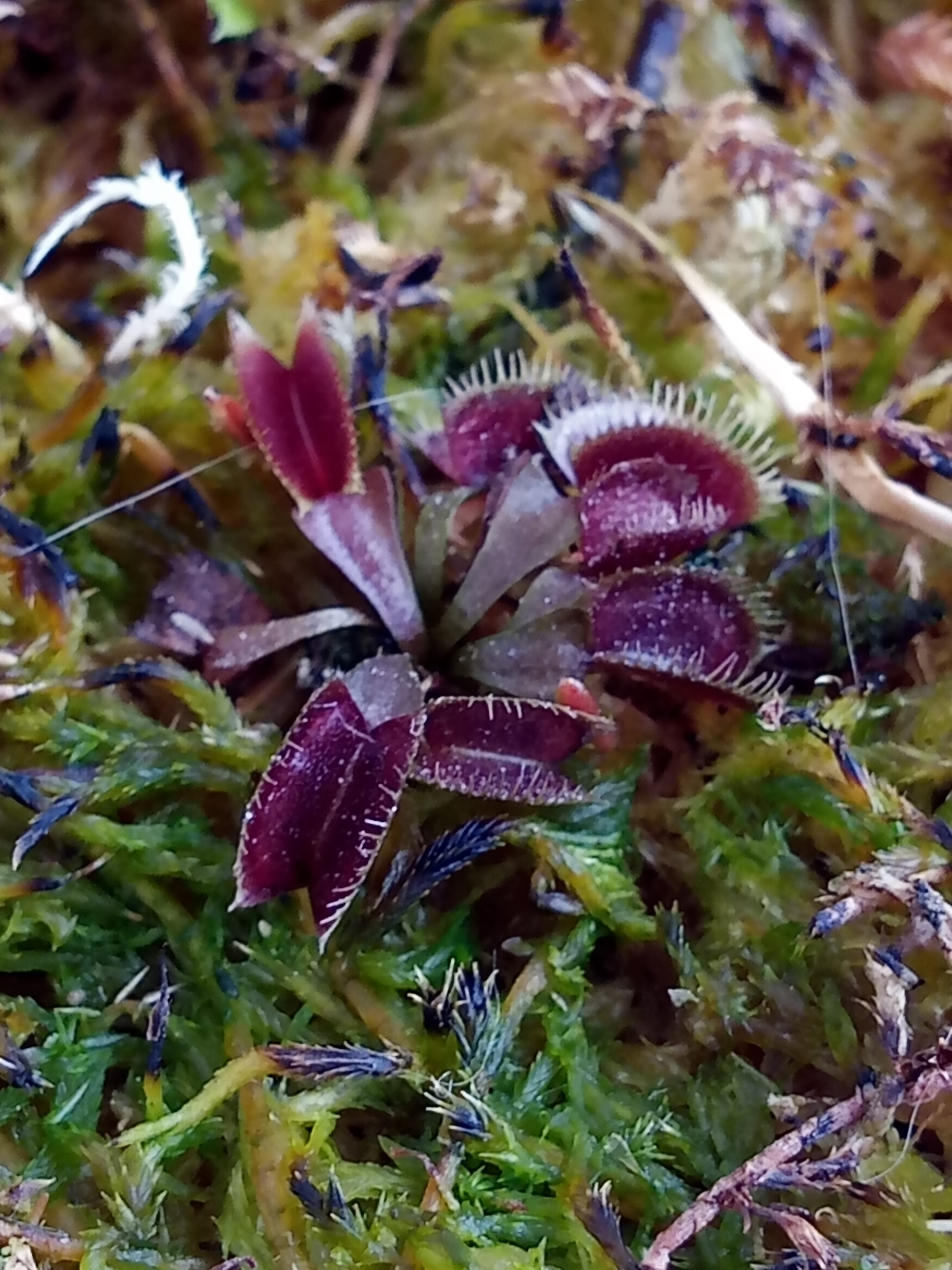
Dioneia cultivada sem exposição à luz solar direta ou luminosidade artificial.

Elas germinam, desenvolvem e pegam cor com ao menos poucas horas de luz solar indireta pela manhã e muita luminosidade natural.

Entretanto, sol forte combinado com baixa humidade pode matar plantas recém-cultivadas. Luz insuficiente pode levar a folhas compridas e moles, sem a coloração vermelha no interior das armadilhas. 

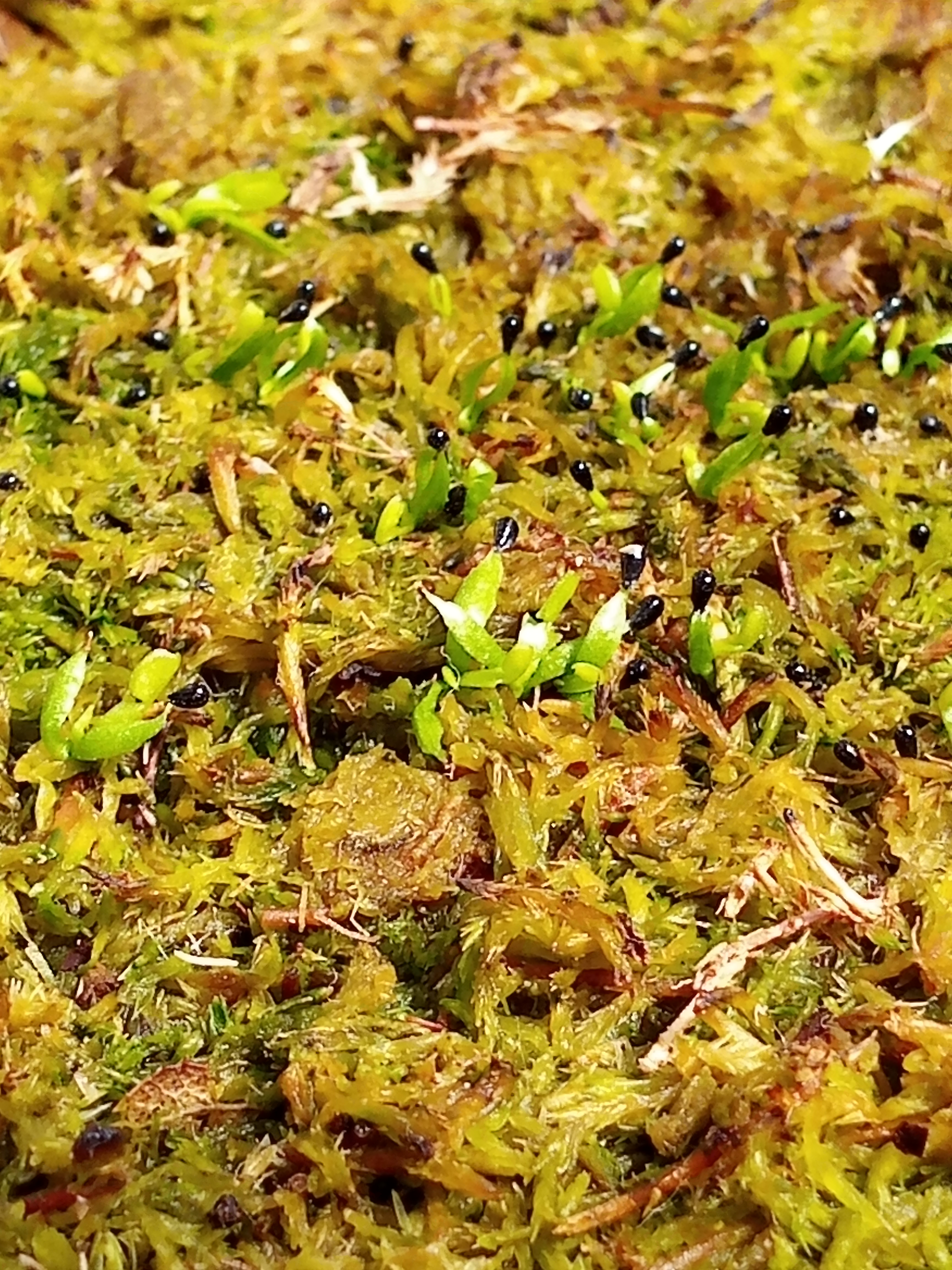
Dioneias em fase de germinação.

As dioneias não devem ser regadas com água de torneira; os sais acumulados são fatais para a maioria das plantas carnívoras - dioneia inclusive. Água destilada, água pura da chuva é o melhor para se cultivar. O solo deve ser mantido úmido (e a umidade alta) constantemente, pondo o vaso em um vaso com água.
Alguns horticultores tentam administrar pequenas quantidades de fertilizante às dioneias, na folhagem - geralmente fertilizante para orquídeas, usando um cotonete para aplicar soluções diluídas. Principiantes, entretanto, e aqueles sem plantas "descartáveis", devem preferencialmente evitar fertilizantes em favor de insetos vivos.

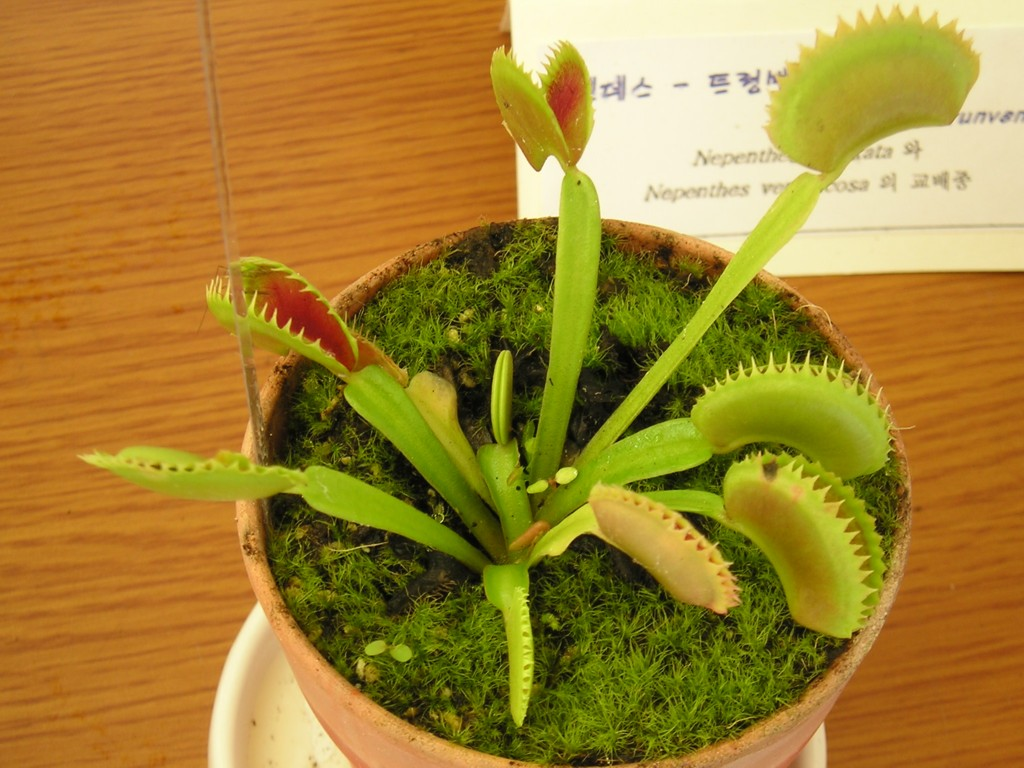
Uma dioneia cultivada em vaso.

Cultivadores em potencial devem resistir a tentação de ativar as armadilhas manualmente, seja cutucando ou as alimentando com coisas como carne, por exemplo, que fará com que a armadilha apodreça devido ao alto conteúdo de gordura. As dioneias são capazes de caçar seu próprio alimento, não é necessário alimentá-las manualmente. A planta não precisa de insetos para se desenvolver, e pode sobreviver sem eles, se necessário. Se, por alguma razão, o dono quiser alimentar a planta manualmente, um inseto de cerca de 1/3 do tamanho da armadilha será suficiente. Algas crescendo perto da planta indicam alimentação em excesso.

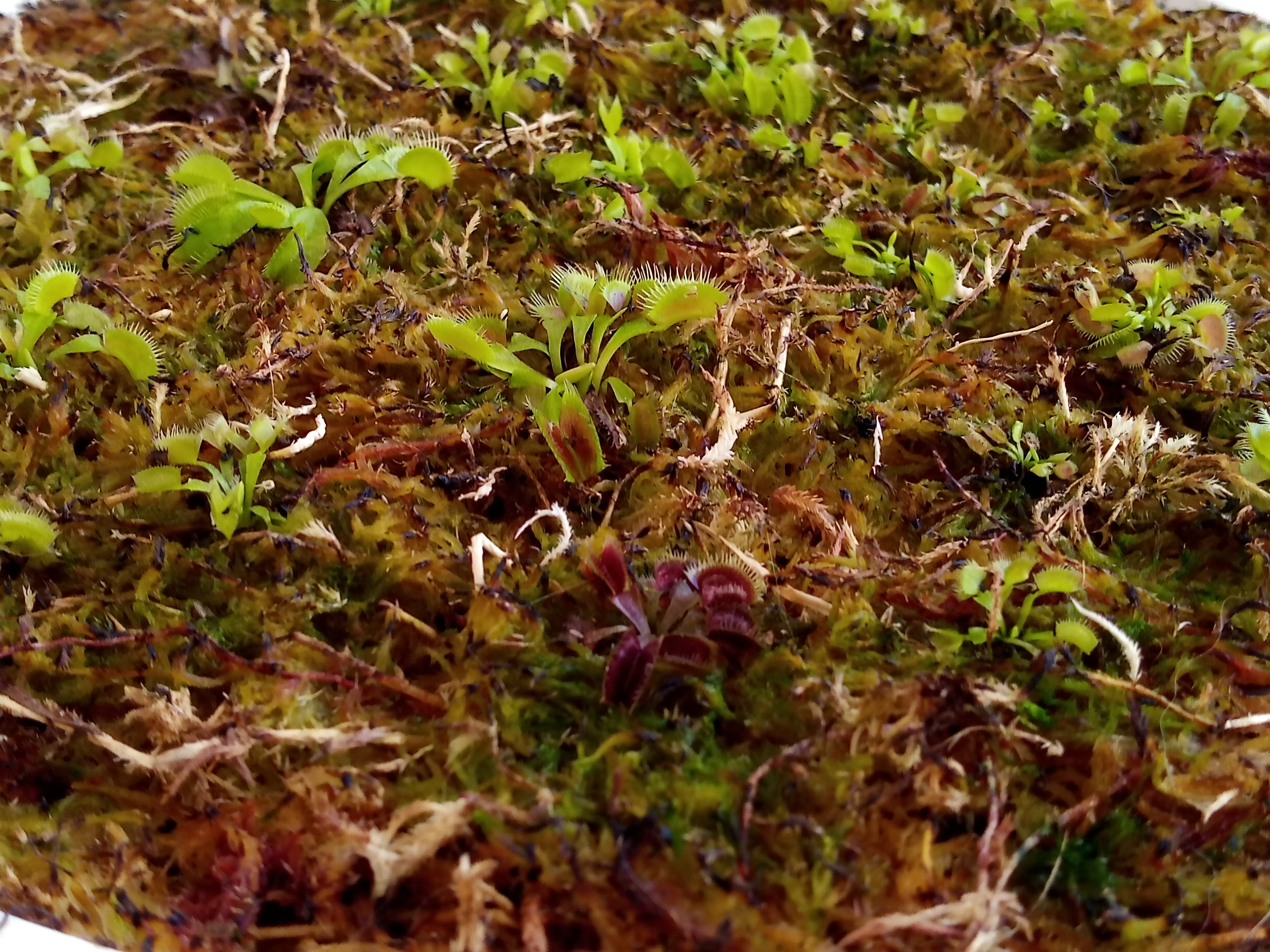
Nunca foram expostas a luz solar direta ou luminosidade artificial.

 Dioneias saudáveis produzirão um talo com flores na primavera.

## Na cultura popular

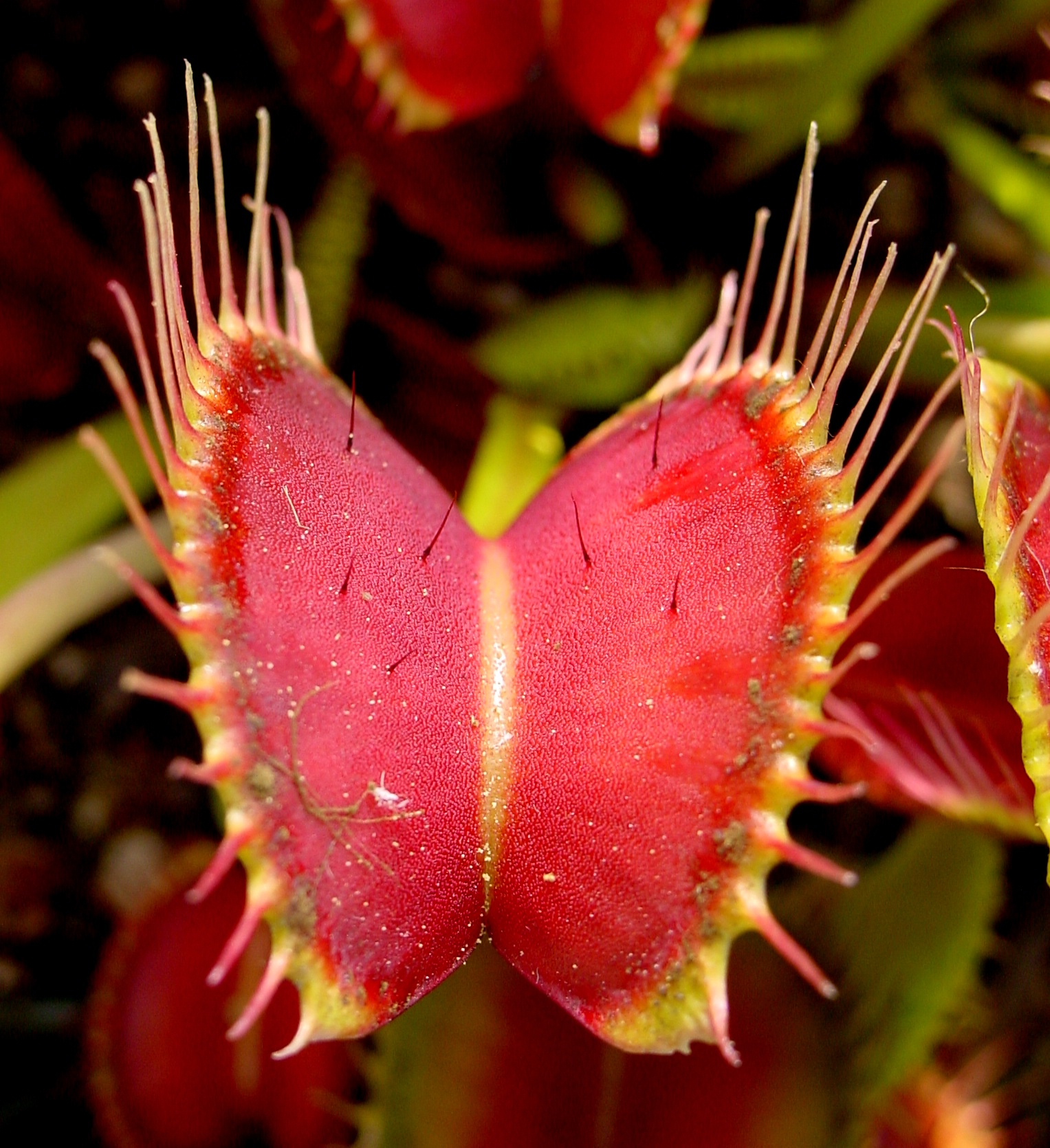
A armadilha de uma Vênus papa-moscas, mostrando os pelos "gatilho"

Plantas semelhantes a dioneias são frequentes em trabalhos ficcionais, geralmente bem maiores e capazes de digerir seres humanos. Provavelmente a mais famosa será Audrey II em Pequena Loja dos Horrores, uma planta que precisa comer pessoas para sobreviver. Outras aparições ficcionais incluem a história em quadrinhos filipina Darna, onde a vilã Flaviana transforma dioneias em monstros como defesa. Um vilão de uma só aparição nos Mighty Morphin Power Rangers foi o Invenusable Flytrap, uma planta humanóide. Houve também um personagem com esse nome na sitcom WKRP in Cincinnati.
Desenhos animados, jogos e livros fazem uso de plantas monstruosas, cujos exemplos incluem: Inspetor Bugiganga, Darkwing Duck, Os Simpsons e Zetsu, um vilão na série de mangás Naruto. Vídeo games da série Super Mario Bros., O personagem Chomper do jogo "Plants vs. Zombies também é uma planta carnívora. Crash Bandicoot usam criaturas similares como inimigos(geralmente imóveis). Num jogo de computador de 1990 chamado Venus the Flytrap, uma mosca robótica tenta destruir outros insetos robóticos. O livro-jogo da Infocom "Leather Goddesses of Phobos" tem uma dioneia gigante que caça a personagem do jogador.